# ستيف ياربروف
ستيف ياربروف (بالإنجليزية: Steve Yarbrough)‏ (29 أغسطس 1956، إنديانولا في الولايات المتحدة)؛ روائي أمريكي.